# نادي باس همدان
نادي باس همدان لكرة القدم (بالفارسية: باشگاه فوتبال پاس همدان) ، هي نادي رياضي لكرة القدم الإيرانية، أسست عام 2007م، وتقع مقرها في مدينة همدان.

## وصلة خارجية
- الموقع الرسمي للنادي